# Gerd Zewe
Gerd Zewe (* 13. Juni 1950 in Stennweiler) ist ein ehemaliger deutscher Fußballspieler.

## Laufbahn

### Borussia Neunkirchen, 1969 bis 1972
Der junge Amateurfußballer des SV Stennweiler begann zur Runde 1969/70 seine höherklassige Laufbahn in der Regionalliga Südwest im Ellenfeldstadion bei Borussia Neunkirchen. Trainer Kurt Sommerlatt verhalf dem jungen Talent sofort am Starttag, dem 10. August 1969, beim Auswärtsspiel gegen den ASV Landau zu seinem Debüt in der neuen Spielklasse. In seiner zweiten und dritten Regionalligasaison, 1970/71 und 1971/72, gehörte der als technisch herausragend geltende Mittelfeldspieler mit Kombinationsgabe den zwei Meistermannschaften der Borussia im Südwesten an. In den Aufstiegsrunden setzten sich aber Fortuna Düsseldorf und der Wuppertaler SV durch. Zewe nahm zur Runde 1972/73 ein Angebot von Fortuna Düsseldorf an und wechselte in die Bundesliga.

### Fortuna Düsseldorf, 1972 bis 1987
Zewe spielte von 1972 bis 1987 bei Fortuna Düsseldorf als Mittelfeld- und Abwehrspieler. Insgesamt spielte er in der Bundesliga in 440 Partien und erzielte 42 Treffer, womit er bis heute der Rekordspieler der Rheinländer in der Bundesliga ist. In seinem Debütjahr in der Bundesliga, 1972/73, absolvierte er alle 34 Ligaspiele unter dem Trainer Heinz Lucas und rangierte mit der Fortuna auf dem dritten Rang. Im Frühjahr 1979 gab Zewe dem Hamburger SV seine Zusage, hatte aber ebenfalls einer Vertragsverlängerung bei der Fortuna zugestimmt. Zum Wechsel nach Hamburg kam es nicht, Zewe blieb in Düsseldorf. Am 17. Juni 1987 absolvierte der gerade 37 Jahre gewordene Routinier sein letztes Bundesligaspiel. 1979 und 1980 wurde er mit der Fortuna DFB-Pokalsieger. Am 16. Mai 1979 stand er mit der Fortuna im Endspiel des Europapokals der Pokalsieger, das die Fortuna mit 3:4 gegen den FC Barcelona verlor.
Bei den Würzburger Kickers ließ Zewe ab 1987 seine Karriere ausklingen.

### Nationalmannschaft, 1973 bis 1979
Noch unter dem Bundestrainer Helmut Schön wurde der Fortuna-Neuzugang im März und Mai 1973 in der Juniorennationalelf U-23 bei den Länderspielen gegen die USA und Dänemark erstmals im Mittelfeld getestet. Im September 1973 folgte die dritte Berufung im EM-Qualifikationsspiel gegen Polen. Im Weltmeisterschaftsjahr 1978 kam er am 21. Februar gegen England und am 18. April gegen Schweden als Libero in der B-Länderelf zum Einsatz.
In der Nationalmannschaft war er 1978 und 1979 in vier Spielen aktiv und nahm 1978 mit der deutschen Nationalmannschaft an der Weltmeisterschaft in Argentinien teil, ohne aber zum Einsatz für die Schön-Elf zu kommen. Zu seinen vier A-Länderspieleinsätzen kam Gerd Zewe unmittelbar nach der WM 1978 unter dem neuen Bundestrainer Jupp Derwall. Zewe war der letzte Spieler von Fortuna Düsseldorf, der in einem deutschen WM-Kader stand.

## Amateurtrainer
Nach seiner langen und erfolgreichen Spielerkarriere war Zewe als Trainer unter anderem beim 1. FC Union Solingen, Schwarz-Weiß Essen, SC Kapellen-Erft, TuS Grevenbroich und dem 1. FC Viersen tätig. Bis März 2013 war er Jugendtrainerberater bei der DJK Eintracht Hoeningen.
Anlässlich des 50-jährigen Jubiläums der Bundesliga wurde Zewe 2013 in eine „Saarland-Jubiläums-Elf“ gewählt. Zur Wahl, die von dem Ellenfeld e. V. und dem Saarpark-Center organisiert worden war, standen alle Saarländer, die seit 1963 in der Bundesliga gespielt hatten.